# پجنت متریال
پجنت متریال (به انگلیسی: Pageant Material) پنجمین آلبوم استودیویی و دومین آلبوم تحت لیبل‌های مطرح از کیسی ماسگریوز خواننده آمریکایی موسیقی کانتری است که در ۲۳ ژوئن ۲۰۱۵ توسط لیبل مرکوری نشویل منتشر شد.  ترانه‌سرا و تهیه‌کننده تمام ۱۳ آهنگ، ماسگریوز به همراه لوک لِیرد و شین مک‌انالی هستند.  این آلبوم با بازخورد مثبت منتقدان روبرو شد.

## بازخورد منتقدان
| بررسی جمعی          | بررسی جمعی |
| منبع                | رتبه‌بندی   |
| ------------------- | ---------- |
| متاکریتیک           | 78/100     |
| بررسی انتقادی       |            |
| منبع                | رتبه‌بندی   |
| آل‌میوزیک            | [ ۷ ]      |
| ابسلوت‌پانک          | 8.5/10     |
| بیلبورد             | [ ۹ ]      |
| کانسیکوئنس آو ساوند | C          |
| گاردین              | [ ۱۱ ]     |
| نوزدی               | A          |
| پیچفورک             | 8/10       |
| اسپین               | 9/10       |
| رولینگ استون        | [ ۱۵ ]     |
| مجله اسلنت          | [ ۱۶ ]     |
| دِ تلگراف            | [ ۱۷ ]     |
| نش کانتری ویکلی     | A          |

من پجنت نیستم تحسین بیشتر منتقدان را به دنبال داشت. در متاکریتیک که از میانگین وزنی و بر اساس نظر ۱۰۰ منتقد سرشناس مستقل استفاده می‌کند، بر اساس ۲۲ نظر، این آلبوم امتیاز ۷۸ از ۱۰۰ را دریافت کرد و "بطور کلی قابل توجه" توصیف شد.

## فهرست آهنگها
بر اساس: آل‌میوزیک و آی‌تیونز
| شماره      | نام                                      | نویسنده(ها)                                 | مدت   |
| ---------- | ---------------------------------------- | ------------------------------------------- | ----- |
| ۱.         | «وقت اوج»                                | Kacey Musgraves, Luke Laird, Shane McAnally | ۲:۵۶  |
| ۲.         | «کاوگِرل فروشنده سمساری»                  | Musgraves, Laird, McAnally                  | ۳:۳۵  |
| ۳.         | «دیر به مهمانی نمی‌رسم»                   | Musgraves, Brandy Clark, Josh Osborne       | ۳:۳۷  |
| ۴.         | «جنس مجلل»                               | Musgraves, Laird, McAnally                  | ۳:۵۶  |
| ۵.         | «این محله»                               | Musgraves, Laird, Clark                     | ۲:۵۷  |
| ۶.         | «بیسکوییت‌ها»                             | Musgraves, McAnally, Clark                  | ۳:۱۸  |
| ۷.         | «کسی برای دوست داشتن»                    | Musgraves, McAnally, Osborne                | ۳:۱۴  |
| ۸.         | «بدبخت»                                  | Musgraves, Osborne, Clark                   | ۳:۰۰  |
| ۹.         | «شاد مردن»                               | Musgraves, Laird, McAnally                  | ۳:۲۹  |
| ۱۰.        | «خانواده خانواده است»                    | Musgraves, McAnally, Osborne                | ۲:۳۳  |
| ۱۱.        | «گروه پسران لاط»                         | Musgraves, Laird, Natalie Hemby             | ۳:۱۷  |
| ۱۲.        | «یک فنجان چای»                           | Musgraves, McAnally, Osborne                | ۲:۴۱  |
| ۱۳.        | «رو به راه»                              | Musgraves, Ashley Arrison, McAnally         | ۳:۳۷  |
| ۱۴.        | «مطمئنی» (با حضور ویلی نلسون) (ترَک مخفی) | Willie Nelson, Buddy Emmons                 | ۳:۵۶  |
| مجموع مدت: | مجموع مدت:                               | مجموع مدت:                                  | ۴۶:۰۷ |

## رتبه‌ها

### رتبه‌های هفتگی
| Chart (2015)                                 | Peak position |
| -------------------------------------------- | ------------- |
| آلبوم‌های استرالیایی (ای‌آرآی‌ای)               | 33            |
| آلبوم‌های کانادایی (بیلبورد)                  | 6             |
| آلبوم‌های نروژی (وی‌جی-لیستا)                  | 30            |
| آلبوم‌های بریتانیا (شرکت جدول‌های رسمی)        | 11            |
| آلبوم‌های کانتری بریتانیا (شرکت جدول‌های رسمی) | 1             |
| بیلبورد ۲۰۰ ایالات متحده                     | 3             |
| آلبوم‌های کانتری برتر ایالات متحده (بیلبورد)  | 1             |